# Mīshīāb
Mīshīāb (persiska: ميشاب, Mīshāb, میشیاب) är en ort i Iran.   Den ligger i provinsen Kurdistan, i den nordvästra delen av landet, 400 km väster om huvudstaden Teheran. Mīshīāb ligger 1 972 meter över havet och antalet invånare är 219.
Terrängen runt Mīshīāb är kuperad norrut, men söderut är den platt.Runt Mīshīāb är det ganska glesbefolkat, med 28 invånare per kvadratkilometer. Närmaste större samhälle är Golāneh, 11,0 km öster om Mīshīāb. Trakten runt Mīshīāb består i huvudsak av gräsmarker.